# Cal Pere de la Munda
Cal Pere de la Munda és una casa de Sant Sadurní d'Anoia (Alt Penedès) inclosa a l'Inventari del Patrimoni Arquitectònic de Catalunya.

## Descripció
Edifici entre mitgeres d'una crugia, de planta baixa, entresòl, pis i golfes. Té coberta de teula àrab a dues vessants. La seva estructura respon a una adaptació a les funcions agrícoles. Té un interès bàsicament tipològic.

## Història
Cal Pere de la Munda està situada al peu de la carretera de Vilafranca a Terrassa, i segueix un dels eixos de l'eixample vuitcentista de Sant Sadurní.